# William Stewart, 1. Earl of Blessington
William Stewart, 1. Earl of Blessington (* 7. April 1709; † 14. August 1769 in London) war ein anglo-irischer Peer und Politiker.

## Leben
Er war der Sohn des Generals William Stewart, 2. Viscount Mountjoy aus dessen Ehe mit Hon. Anne Boyle, Tochter des Murrough Boyle, 1. Viscount Blesington.
Bei Tod seines Vaters im Januar 1728 erbte er dessen irische Adelstitel als 3. Viscount Mountjoy, 3. Baron Stewart of Ramalton und 5. Baronet, of Ramelton. Er wurde dadurch Mitglied des Oberhauses des irischen Parlaments.
Von 1738 bis 1740 amtierte er als Großmeister der Freimaurerloge von Irland und von 1756 bis 1760 Großmeister der Freimaurer-Großloge von Atholl.
Am 7. Dezember 1745 wurde ihm der irische Adelstitel Earl of Blessington verliehen. Im August 1748 wurde er ins Privy Council aufgenommen. Er amtierte zeitweise als Gouverneur des County Tyrone.
Aus seiner am 10. Januar 1734 geschlossenen Ehe mit Eleanor FitzGerald (um 1712–1774), Erbtochter des Robert FitzGerald, Gutsherr von Castle Dod im County Cork, hatte er zwei Söhne. Der Ältere, William Stewart, Viscount Mountjoy (1735–1754), starb im Alter von 18 Jahren an Pocken, und der Jüngere, Hon. Lionel Robert Stewart (1736–1736), starb bereits elf Tage nach seiner Geburt. Da der Earl of Blessington beide Kinder überlebte, erloschen sein Earldom, seine Viscountcy und seine Baronie mit seinem Tod, 1769, während seine Baronetcy an seinen Cousin vierten Grades, den Bankier und Abgeordneten im irischen Unterhaus Annesley Stewart (1725–1801) als 6. Baronet fiel.